# Ian Chubb
O professor Ian Chubb AC, MSc, DPhil (Oxon), Hon DSc (Flinders), Ph.D. pela Universidade de Oxford, é vice-chanceler da Australian National University, cargo que ocupa desde 2001. A partir de 2006, tornou-se também presidente da International Alliance of Research Universities.